# Elecciones parciales en Comoras de 1962
El 4 de marzo de 1962 se celebró en las Comoras una elección parcial para la Asamblea Nacional francesa, tras la dimisión de Saïd Mohamed Cheikh después de convertirse en primer ministro de las Comoras. El resultado fue una victoria de Mohamed Ahmed de la Lista por la Quinta República.

## Resultados
|  | 87.26 % |

|  | 12.74 % |

|  | 99.52 % |

|  | 0.48 % |

|  | 73.52 % |

|  | 26.48 % |